# Narath
Narath es una ciudad censal situada en el distrito de Kannur en el estado de Kerala (India). Su población es de 13092 habitantes (2011). Se encuentra a 11 km de Kannur.

## Demografía
Según el censo de 2011 la población de Narath era de 13092 habitantes, de los cuales 5979 eran hombres y 7113 eran mujeres. Narath tiene una tasa media de alfabetización del 93,19%, inferior a la media estatal del 94%: la alfabetización masculina es del 96,19%, y la alfabetización femenina del 90,53%.